# Albafuèlha e la Garda
Albafuèlha e la Garda (en francès Albefeuille-Lagarde) és un municipi del departament francès Tarn i Garona, a la regió d'Occitània del sud-oest de França.

## Demografia
| 1962                                       | 1968 | 1975 | 1982 | 1990 | 1999 | 2006 |
| ------------------------------------------ | ---- | ---- | ---- | ---- | ---- | ---- |
| 505                                        | 549  | 578  | 601  | 632  | 644  | 631  |
| Des de 1962: població sense dobles comptes |      |      |      |      |      |      |

## Administració
| Període   | Identitat      | Partit |
| --------- | -------------- | ------ |
| 1983-1994 | Jean Carla     | PS     |
| 1995-2001 | Joel Garrigues |        |
| 2001-     | Marc Boudoncle |        |